# Bárður Olsen
Bárður Olsen (Eiði, 5 dicembre 1985) è un ex calciatore faroese, di ruolo centrocampista.